# 巴特阿
巴特阿（西班牙語：Batea）是西班牙加泰罗尼亚塔拉戈纳省的一个市镇。总面积128平方公里，总人口2000人（2001年），人口密度16人/平方公里。